# Daniel Samek
Daniel Samek (* 19. Februar 2004) ist ein tschechischer Fußballspieler. Er ist aktuell von der US Lecce an den FC Hradec Králové ausgeliehen und ist Juniorennationalspieler Tschechiens.

## Karriere

### Verein
Daniel Samek war im Sommer 2010 sechs Jahre geworden, als er der Jugend des Erstligisten FC Hradec Králové aus Hradec Králové, einer Stadt mit rund 90.000 Einwohnern in Nordostböhmen, beigetreten war. Seitdem spielte er für jede Jugendmannschaft des Vereins und weckte auch das Interesse anderer Vereine auf sich. Eines dieser Vereine war Slavia Prag, eines der größten Vereine des Landes. Und so wechselte Samek 2018 14-jährig in die Jugend der Prager. Am 10. März 2021 gab er im Alter von 17 Jahren sein Profidebüt, als er beim hohen Sieg der ersten Mannschaft im Achtelfinale des tschechischen Pokals gegen den Drittligisten FC Slavia Karlovy Vary, gegen die Slavia Prag mit 10:3 gewann, in der 70. Minute für den verletzten Ibrahim Traoré eingewechselt wurde. Slavia Prag gewann zum Ende der Saison 2020/21 das Double aus tschechischer Meisterschaft und dem Pokalsieg, wobei Daniel Samek in beiden Wettbewerben insgesamt lediglich dreimal gespielt hatte und im Endspiel im Pokalwettbewerb nicht zum Kader gehörte. Am 22. August 2021 schoss er beim 4:0-Sieg in der Liga gegen Baník Ostrava sein erstes Tor für die erste Mannschaft im Ligabetrieb.

### Nationalmannschaft
Daniel Samek absolvierte am 4. Dezember 2018 beim 2:1-Sieg gegen Russland sein erstes Spiel für die tschechische U15-Nationalmannschaft. Bis 2019 hatte er für diese Altersklasse in zehn Partien gespielt, ehe er dann altersbedingt aus der Mannschaft ausscheiden musste. In der Folge war Samek dann Teil der tschechischen U16-Nationalelf und lief dann bis 2020 in gleichfalls zehn Spielen für diese Elf auf, wobei vier davon gegen tschechische Vereinsmannschaften während des Memoriál Františka Harašty 2019 stattfanden. Derzeit ist der erst 17-jährige Teil der tschechischen U19 und hatte für diese Mannschaft am 3. Juni 2021 beim 4:0-Auswärtssieg gegen den Nachbarn aus der Slowakei gespielt.